# Københavns åbne Gymnasium
Københavns åbne Gymnasium, tidligere Vestre Borgerdyd Gymnasium, blev oprettet 1. maj 1787 af en gruppe borgere i København, Selskabet for Borgerdyd. Dengang under navnet Borgerdydskole, med lokaler i Købmagergade og Pilestræde. Allerede året efter delte skolen sig ved en flytning i to, dog begge efter samme principper. Hovedskolen fik bolig på Nørregade og den mindre i Laksegade, begge under samme direktion og i økonomisk forbindelse. men 1795 flyttedes filialen til Christianshavn, Borgerdydskolen på Christianshavn, og lidt efter hørte forbindelsen op, og hver fik sin direktion.
I 1919 overtog staten driften af skolen, og den skiftede navn til Vestre Borgerdydskole. I 1986, kom skolen ved Amtsovertagelsen til at høre under Københavns Kommune. I 2007 skiftede skolen navn til Københavns åbne Gymnasium.

## Tidslinie
- 1787: Grundlægges som Borgerdydselskabets skole
- 1788: Skolen deles i to, og den ene flytter til Christianshavn som Borgerdydskolen paa Christianshavn
- 1837: Skolen flytter til egen bygning i Wildersgade
- 1893: Skolen flytter til Helgolandsgade 6, under navnet Borgerdydskolen i Helgolandsgade
- 1919: Skolen overtages af staten 1. august (lov af 20. marts 1918) under navnet Vestre Borgerdydskole
- 1957: Piger kunne optages som elever
- 1970: Skolen flytter til Sjælør Boulevard
- 1986: Københavns Kommune overtager skolen den 1. januar
- 1991: Vesterbro Studenterkursus indgår i Vestre borgerdydskole som herefter får navnet Vestre Borgerdyd Kursuscenter og Gymnasium
- 1997: Navneændring til Vestre Borgerdyd Gymnasium og HF
- 2007: Skolen skifter navn til Københavns Åbne Gymnasium

## Ledelse
- 1786-1806 Jens Bertel Møller skolebestyrer
- 1806-1815 Abraham Kall skolebestyrer
- 1815-1828 Jens Møller (født 1779) skolebestyrer
- 1828-1842 N.B. Krarup (født 1792) skolebestyrer
- 1842-1867 Martin Hammerich skolebestyrer
- 1867-1895 Johannes Helms (1828-1895) rektor
- 1895–1919 Christopher Leuning (1847–1926)
- 1960-1969 W.F. Hellner (1905-1975) rektor og lærebogsforfatter i geografi
- 1969-1991 Jacob Appel (1929-2011) rektor og formand for Gymnasieskolernes Rektorforening 1974-1978
- 2001-2021 Anne-Birgitte Rasmussen (f. 1959) rektor og formand for hhv. Gymnasieskolernes Rektorforening (2013-2014) og Danske Gymnasier (2014-2017)
- 2022-2023 Nynne Afzelius (f. 1973) rektor
- 2023-2023 Anders Skriver (f. 19??) konstitueret rektor
- 2023-d.d Christine Lehn-Schiøler (f. 1972) rektor

## Kendte dimittender
| År   | Navn                                                                    |
| ---- | ----------------------------------------------------------------------- |
| 1822 | Andreas Brünniche Schütz                                                |
| 1828 | Martin Hammerich                                                        |
| 1829 | Vilhelm Birkedal, Victor Bloch, Andreas Buntzen, C.E. Fenger, C.C. Hall |
| 1831 | P.E. Lind                                                               |
| 1834 | Frederik Schiern                                                        |
| 1835 | F.T.J. Gram, P.A. Schleisner                                            |
| 1836 | Frederik Ludvig Høedt                                                   |
| 1837 | Hans Henrik Lefolii, Hans Egede Schack                                  |
| 1838 | Jørgen Swane                                                            |
| 1839 | V.U. Hammershaimb                                                       |
| 1841 | Christian Caroc, Frederik Nicolai Dresing                               |
| 1843 | Ferdinand Mourier-Petersen                                              |
| 1844 | F.C. Bruun                                                              |
| 1845 | Christian Rimestad                                                      |
| 1847 | Gotfred Rode                                                            |
| 1848 | Rudolph Frimodt, Christian Richardt, Carl Ludvig Studsgaard             |
| 1849 | Christian Albrecht Lerche                                               |
| 1850 | Viggo Drewsen, J.N.A. Madvig, Frederik Meinert                          |
| 1851 | Carl Goos, Christian Moltke                                             |
| 1854 | Vilhelm Bergsøe, Hans Nicolai Hansen, Nathan Heine                      |
| 1856 | Hans Acton Krarup, Georg Stage, Frederik Vestergaard                    |
| 1857 | Emil Gyldenkrone                                                        |
| 1860 | Johannes Hage                                                           |
| 1861 | Carl Jacobsen, C.S. Wassard                                             |
| 1862 | N.C. Dalhoff, Conrad Møller                                             |
| 1863 | Peter Christian Hauberg, Charles Shaw                                   |
| 1864 | Georg Rung                                                              |
| 1865 | Anton Groothoff, Charles Nanke, Oscar Neumann, Harald Weitemeyer        |
| 1867 | Carl Hall, Julius Larsen, Paul Marcussen                                |
| 1869 | Holger Grønvold, Christian Frederik Holm                                |
| 1870 | Edvard Blaumüller                                                       |
| 1872 | Kristian Bahnson, Hans Nikolaj Hansen, Niels Neergaard                  |
| 1901 | Poul Reumert                                                            |
| 1876 | Robert Henriques, Joh. Plesner                                          |
| 1877 | Julius Schovelin                                                        |
| 1879 | Carl Rasch                                                              |
| 1880 | Edvard Ehlers                                                           |
| 1883 | Frederik Vermehren                                                      |
| 1884 | Carl Skovgaard-Petersen                                                 |
| 1886 | Julius Møller                                                           |
| 1887 | Frederik Ricard, Hans Rosenkrantz                                       |
| 1888 | Einar Skovgaard-Petersen                                                |
| 1889 | Vilhelm Maar                                                            |
| 1890 | Alfred Krarup                                                           |
| 1891 | Carl S. Petersen                                                        |
| 1893 | Valdemar Ammundsen                                                      |
| 1894 | Henry Schiørring                                                        |
| 1895 | Axel R. Møller                                                          |
| 1899 | Olfert Ricard, Georg Wiinblad                                           |
| 1900 | Einar Madvig                                                            |
| 1905 | Kai Flor, Kai Friis Møller                                              |
| 1907 | Holger Schwarz-Nielsen                                                  |
| 1908 | Allan Bock                                                              |
| 1914 | Erling Foss                                                             |
| 1915 | Mogens Dam                                                              |
| 1917 | Hans Fogh, Ingvald Lieberkind, Alf Ross                                 |
| 1921 | Johannes Wulff                                                          |
| 1919 | Helge Tramsen                                                           |
| 1922 | Carl Gustav Wolffbrandt, Carl Madsen                                    |
| 1927 | Giuseppe Scocozza, Hakon Stangerup                                      |
| 1929 | Villy E. Risør                                                          |
| 1933 | Carl Willum Hansen, Leif Nedergaard-Hansen                              |
| 1937 | Mogens Skytte Christiansen, Poul Erik Skriver                           |
| 1939 | Svend Gissel                                                            |
| 1940 | Gunnar Dyrberg                                                          |
| 1947 | Villy Sørensen                                                          |
| 1949 | Jesper Jensen, Niels Barfoed                                            |
| 1950 | Klaus Rifbjerg                                                          |
| 1955 | Erik Merlung, Ulrich Horst Petersen                                     |
| 1956 | Palle Kibsgaard                                                         |
| 1957 | Per Kirkeby                                                             |
| 195x | Henrik Hassenkam                                                        |
| 1962 | Thomas Koppel, Viggo Madsen, Per Øhrgaard, Hans Peter Lund              |
| 1966 | Anders Koppel                                                           |
| 1970 | Niels Sindal                                                            |
| 197x | Jørgen Glenthøj                                                         |
| 197x | Morten Jung-Olsen                                                       |
| 1978 | Michael Strunge                                                         |
| 1995 | Pernille Rosenkrantz-Theil                                              |
| 1995 | Rune Lund                                                               |
| 1997 | Isam Bachiri                                                            |